# Рудня (Кабиногорский сельсовет)
Рудня (бел. Ру́дня) — деревня в Славгородском районе Могилёвской области Белоруссии. В составе Кабиногорского сельсовета.

## География
В 1,5 км от Славгорода. Через деревню пролегает дорога Н11290.
Ближайшие населённые пункты Есяновица, Михайлов и др.

### Гидрография
Рядом с деревней протекает река Песчанка (приток Сожа), часть которой называется здесь Рудница.

## Этимология
Название деревня получила от существования на ставку Руднянки доменной печи, где выплавляли железо.

## История
С XVIII века обозначается на картах.
В 1750 году 9 дворов. В 1772 году 89 жителей.
В 1910 году в Быховском уезде Пропойской волости Могилёвской губернии.
До 23 декабря 2009 года деревня входила в состав Васьковичского сельсовета.

## Население

### Численность
- 2011 год — 187 человек, 67 дворов

### Динамика
- 1750 год — 9 дворов
- 1772 год — 89 жителей[2]
- 1910 год — 582 человек (292 мужчин, 290 женщин), 75 дворов[3]
- 1999 год — 184 человек (перепись населения)
- 2009 год — 183 человек (перепись населения)[3]
- 2011 год — 187 человек, 67 дворов

## Инфраструктура
В деревне действуют крама, клуб, библиотека.

## Культура
- Дом культуры
- Библиотека

## Достопримечательность
- Бюст Героя Советского Союза Вячеслава Ивановича Чемодурова[5]. Вблизи д. Рудня. Памятник оцифрован.

Командир пулеметного расчета сержант В. И. Чемодуров отличился 12 октября 1943 года в бою за д. Рудня Пропойского района. Осенью 1943 года полк Вячеслава Чемодурова, форсировав реку Сож южнее Пропойска (Славгорода), атаковал д. Рудня. В течение дня 19 атак противника были отражены отважным пулемётчиком.  